# Kriegerdenkmal Elend

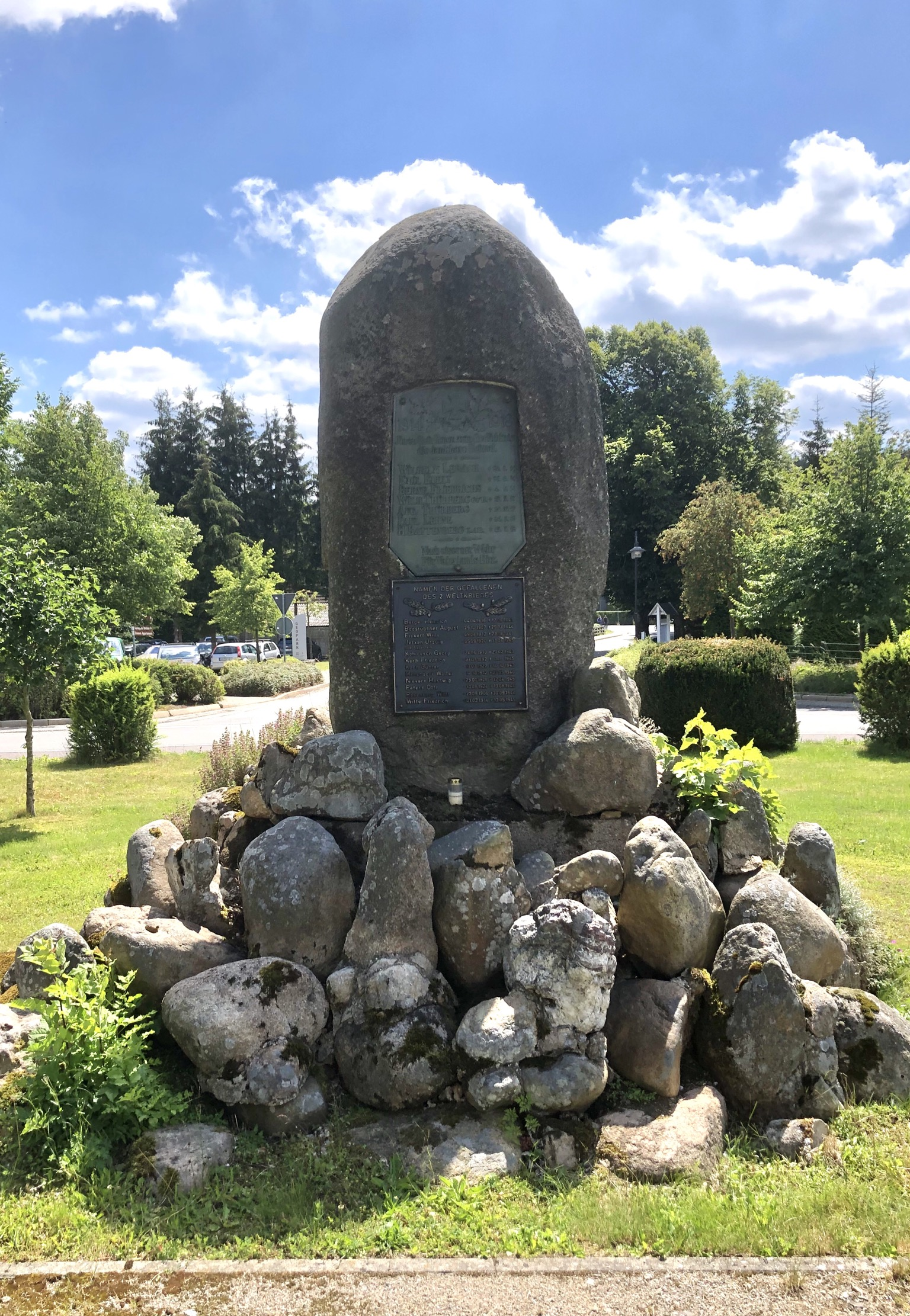
Kriegerdenkmal Elend, 2020

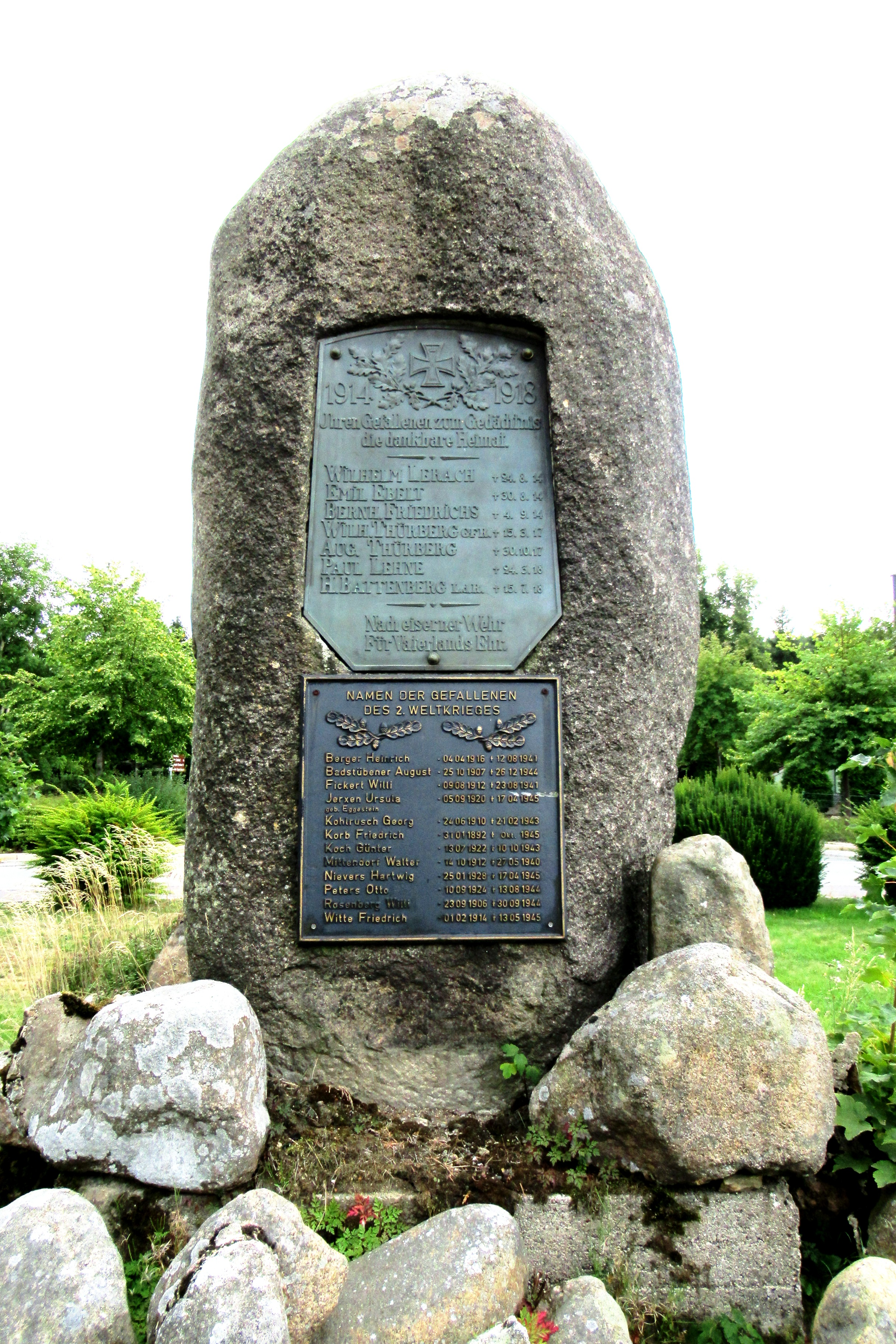
Gedenktafeln, 2019

Das Kriegerdenkmal Elend ist ein denkmalgeschütztes Kriegerdenkmal im zu Oberharz am Brocken gehörenden Dorf Elend (Harz) in Sachsen-Anhalt. Mit dem Denkmal wird den im Ersten und Zweiten Weltkrieg gefallenen Bürgern Elends gedacht.
Es befindet sich auf dem Denkmalsplatz im Zentrum eines Kreisverkehrs im Ortszentrum von Elend.

## Gestaltung und Geschichte
An der Stelle des heutigen Denkmals befand sich zuvor ein sumpfiger Teich. Der Bereich wurde dann umgestaltet. Zur Errichtung des Denkmals wurde ein aus Granit bestehender Findling aus der Gegend von Schierke herangeschafft und auf einem Sockel aus Natursteinen hochkant errichtet. Auf seiner Nordseite wurde eine Bronzetafel, mit den Namen der sechs im Ersten Weltkrieg gefallenen Bürger Elends, eingelassen. Die Tafel entstand dabei in der Fürst-Stolberg-Hütte in Ilsenburg. Der Bereich um das Denkmal wurde als Park gestaltet. Es wurden Laubbäume gepflanzt. Später kamen auch Fichten sowie Sträucher hinzu. Darüber hinaus wurden Bänke aufgestellt und ein Rundweg angelegt. Außerdem entstand ein Jägerzaun. Beiderseits des von Norden direkt zum Denkmal führenden Wegs wurden zwei Eichen gepflanzt.
Am 2. November 1924 wurde das Kriegerdenkmal dann feierlich eingeweiht. Zunächst erfolgte ein Gottesdienst, in dessen Anschluss sich der Zug der Teilnehmer dann zum Denkmal bewegte. Pastor Großschupf hielt eine Weihrede, an die sich das Absingen des Liedes Ich hatt’ einen Kameraden anschloss. Danach erfolgten die Übergabe des Denkmals an den Elender Bürgermeister Füllgrabe sowie Schlussworte durch den Lehrer Viebrock. Musikalisch begleitet wurde die Veranstaltung durch den von Kantor Viebrock geleiteten Gesangsverein Harmonie.
Das Denkmal bestand in dieser Form bis 1969. Dann erfolgte eine im Dorf heftig umstrittene Neugestaltung des Areals. So wurden sowohl die Bäume, Sträucher und Zaun als auch der Rundweg entfernt. Stattdessen führten nun drei Wege durch die Grünfläche. Als Bepflanzung kam auf die südöstliche Seite Rotdorn und nördlich ein Rosenbeet. Außerdem wurden insgesamt zwei Blumenschalen auf die anderen Seiten gesetzt. Der Findling selbst blieb jedoch stehen, wobei die alte Tafel entfernt und durch eine neue der offiziellen politischen Ausrichtung der DDR konformere ersetzt wurde. Deren Inschrift lautete:
Für die Umgestaltung wurden freiwillige Arbeitsstunden für das Nationale Aufbauwerk genutzt. Im Zuge der Arbeiten erhielt der Bereich auch wieder vier Straßenlaternen.
Nach dem Ende der DDR wurde im Jahr 1992 dann vom Gemeindearbeiter im Archiv des Elender Rathauses die alte Tafel wiederentdeckt. Der Zustand war allerdings beeinträchtigt, da sie als Werkzeug zum Anmischen von Beton gedient hatte. Auf eine Initiative von Rolf Reulecke wurde die Tafel von Dieter Weber aus Wernigerode restauriert und schließlich 1994 wieder am alten Platz angebracht. Darunter wurde eine zweite Tafel montiert, auf denen zwölf Gefallenen Elends im Zweiten Weltkrieg, darunter eine Frau, namentlich gedacht wird.
2001 wurde der Platz zu einem Kreisverkehr umgestaltet, in dessen Mitte sich nun die wiederum veränderte Parkanlage befindet. Die ursprünglich gepflanzten beiden Eichen waren erhalten geblieben. In den 2010er Jahren musste die rechte Eiche jedoch entfernt werden. Derzeit (Stand 2020) ist die linke Eiche allerdings weiterhin vorhanden.
Im örtlichen Denkmalverzeichnis ist das Kriegerdenkmal unter der Erfassungsnummer 094 25311 als Kleindenkmal verzeichnet.

## Inschriften
Die Inschrift der dem Ersten Weltkrieg gedenkenden Tafel lautet:
1914 — 1918

Ihren Gefallenen zum Gedächtnis

die dankbare Heimat.
|                      |            |
| WILHELM LERACH       | † 24.8.14  |
| EMIL EBELT           | † 30.8.14  |
| BERNH. FRIEDRICHS    | † 4.9.14   |
| WILH. THÜRBERG GFR.  | † 15.3.17  |
| AUG. THÜRBERG        | † 30.10.17 |
| PAUL LEHNE           | † 24.3.18  |
| H. BATTENBERG L.d.R. | † 15.7.18  |

Nach eiserner Wehr

Für Vaterlands Ehr.

Der obere Teil der Tafel ist mit einem von Eichenlaub umrankten Eisernen Kreuz verziert.
Die den Zweiten Weltkrieg betreffende Tafel ist wie folgt beschriftet:
NAMEN DER GEFALLENEN

DES 2. WELTKRIEGES

|                              |              |              |
| Berger Heinrich              | · 04 04 1916 | † 12 08 1941 |
| Badstübener August           | · 25 10 1907 | † 26 12 1944 |
| Fickert Willi                | · 09 08 1912 | † 23 08 1941 |
| Jerxen Ursula geb. Eggestein | · 05 09 1920 | † 17 04 1945 |
| Kohlrusch Georg              | · 24 06 1910 | † 21 02 1943 |
| Korb Friedrich               | · 31 01 1892 | † Okt. 1945  |
| Koch Günter                  | · 13 07 1922 | † 10 10 1943 |
| Mittendorf Walter            | · 14 10 1912 | † 27 05 1940 |
| Nievers Hartwig              | · 25 01 1928 | † 17 04 1945 |
| Peters Otto                  | · 10 09 1924 | † 13 08 1944 |
| Rosenberg Willi              | · 23 09 1906 | † 30 09 1944 |
| Witte Friedrich              | · 01 02 1914 | † 13 05 1945 |

Als Verzierung ist oberhalb der Namensliste Eichenlaub dargestellt.
Neben den auf der zweiten Tafel genannten Personen kamen jedoch auch Otto Kohlrusch († 10. Juli 1945) und Fritz Sögding junior († 1941) im Zweiten Weltkrieg ums Leben, ohne dass ihre Namen auf der Tafel aufgelistet wurden. Gleiches gilt für die Vermissten Heini Häger, Friedrich Peters und Günther Puse.